# Barry Mason

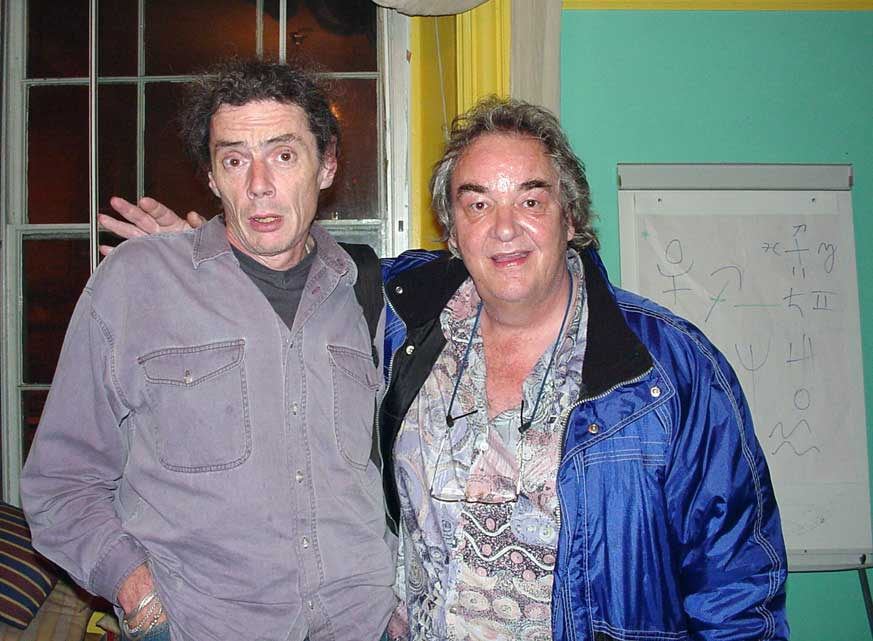
Mason (rechts) mit Jonathan Ott, 2006

John Barry Mason MBE (* 12. Juli 1935 in Wigan, England; † 16. April 2021) war ein britischer Songschreiber, der in den 1960er Jahren mehrere Gold- und Platin-Auszeichnungen für seine Arbeiten erhielt.

## Leben
Mason verbrachte seine Kindheit in Blackpool und hegte schon früh den Wunsch, Sänger oder Schauspieler zu werden. Nach seiner Militärzeit lebte er drei Jahre in Hollywood, ohne dort eine schauspielerische Karriere aufbauen zu können. Nach England zurückgekehrt, erhielt er ein Engagement am Royal Court Theatre und eine kleine Rolle in dem Film Saturday Night and Sunday Morning, in dem er den Adam-Faith-Hit What Do You Want? sang. Nach einer kurzen Zeit, in der er sich als Manager im Pop-Geschäft versuchte, wandte er sich dem Songschreiben zu.
Ab 1965 arbeitete er mit verschiedenen Komponisten zusammen, unter anderen mit Les Reed, mit dem er den Song Here It Comes Again für die britische Gruppe The Fortunes schrieb und damit seinen ersten Charterfolg erzielte. Ursprünglich vorwiegend für den lyrischen Teil der Lieder verantwortlich, beteiligte sich Mason später auch an der Komposition. Mit Les Reed zusammen schrieb Mason auch 1967 den britischen Nummer-eins-Hit und Millionenseller The Last Waltz für Engelbert.
Seine Lieder wurden von namhaften Künstlern wie Tom Jones, P. J. Proby, David Essex, The Drifters, Rod Stewart, den Dave Clark Five, Petula Clark, Perry Como, Elvis Presley, Charles Aznavour, Tony Christie und Barbra Streisand aufgenommen.
In den 1970er Jahren ließ der Erfolg seiner Lieder nach, weshalb er sich auf das Verfassen von Bühnenstücken konzentrierte.
Mit Reed verfasste er 1972 den Song Marching On Together (Leeds! Leeds! Leeds!), die Hymne des englischen Fußballclubs Leeds United.
Dass er selbst eine gute Stimme hatte, bewies er schon 1967 mit der Hitsingle Rowbottom Square, mit der er auch im Beat Club auftrat. Mit der deutschen Aufnahme Wenn du mal einsam bist landete Chris Roberts 1968 seinen ersten Hit (Platz 15). 1976 folgte die Single Don’t Let Me Know (Rückseite: Waiting in the Wings) und 2011 die CD In My Lover’s Eyes.
Die British Songwriters Association ernannte ihn zum neunundsiebzigsterfolgreichsten Songschreiber der britischen Chart-Geschichte, nachdem von seinen Songs über 50 Millionen Tonträger verkauft worden waren.
Bis 1998 erhielt er fünf Ivor-Novello-Auszeichnungen. „For Services to Music“ wurde er 2020 zum Member of the Order of the British Empire ernannt.
Am 16. April 2021 starb er im Alter von 85 Jahren.

## Hitsongs
- 1964: Don’t Turn Around (The Merseybeats)
- 1965: Here It Comes Again (The Fortunes)
- 1966: I Love Her (Paul & Barry Ryan)
- 1966: Have Pity on the Boy (Paul & Barry Ryan)
- 1967: The Last Waltz (Engelbert Humperdinck)
- 1967: I Pretend (Des O’Connor)
- 1967: I’m Coming Home (Tom Jones)
- 1967: Rowbottom Square (Barry Mason)
- 1968: Everybody Knows (The Dave Clark Five)
- 1968: Delilah (Tom Jones)
- 1968: Winter World of Love (Engelbert Humperdinck)
- 1968: Love Me Tonight (Tom Jones)
- 1968: Kiss Me Goodbye (Petula Clark)
- 1968: An Olympic Record (The Barron Knights)
- 1968: A Man without Love (Engelbert Humperdinck)
- 1968: When We Were Young (Solomon King)
- 1968: La dernière valse (Mireille Mathieu)
- 1968: It’s Your Day Today (P.J.Proby)
- 1968: Sometimes (Mireille Mathieu)
- 1969: Bluer Than Blue (Rolf Harris)
- 1969: Les Bicyclettes de Belsize (Engelbert Humperdinck)
- 1969: Love Is All (Malcolm Roberts)
- 1970: Love Grows (Where My Rosemary Goes) (Edison Lighthouse)
- 1972: Leeds! Leeds! Leeds! (Leeds United)
- 1973: 24 Sycamore (Gene Pitney)
- 1974: Still So in Love with You (Freddy Breck)
- 1975: Can I Take You Home Little Girl (The Drifters)
- 1975: There Goes My First Love (The Drifters)
- 1976: You Just Might See Me Cry (Our Kid)
- 1976: Say You’ll Stay Until Tomorrow (Tom Jones)
- 1976: Drive Safely Darlin’ (Tony Christie)
- 1976: When Forever Has Gone (Demis Roussos)
- 1987: I Can’t Let Go (Marti Webb)
- 2002: Tell Me Why (Declan Galbraith)